# Opòssum cuacurt gris
L'opòssum cuacurt gris (Monodelphis domestica) és un petit membre de la família dels didèlfids. Fou el primer marsupial del qual se seqüencià el genoma. Viu en hàbitats arboris a l'Argentina, Bolívia, el Brasil i el Paraguai. Se l'utilitza com a organisme model en la ciència i sovint se'l troba al comerç d'animals exòtics.